# Salga el sol por Antequera

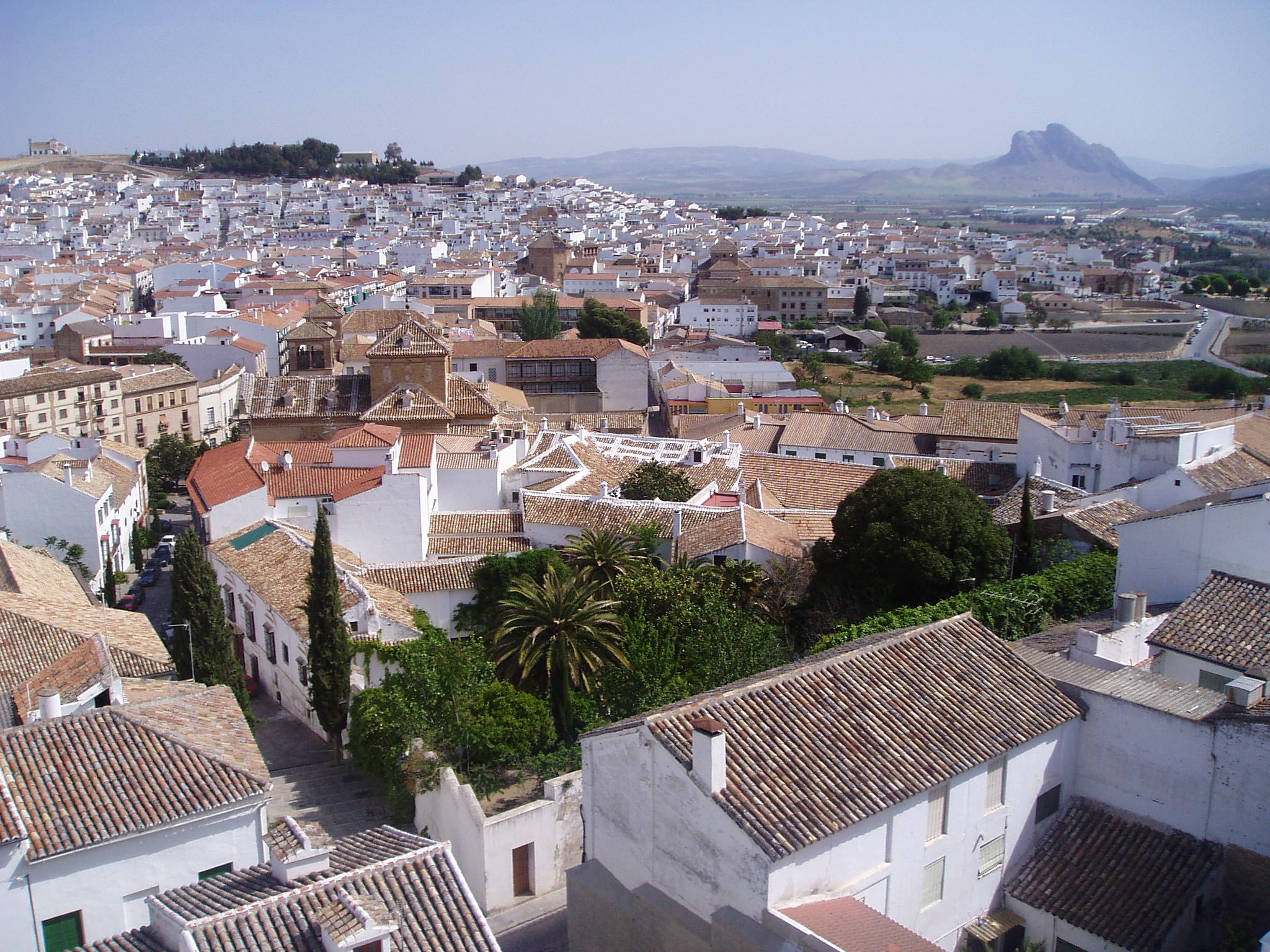
Vista de Antequera.

Salga el sol por Antequera es un dicho que se utiliza para expresar incertidumbre ante el resultado de alguna acción, pero determinación para llevarla a cabo a pesar de ello.
Existen varias hipótesis sobre el origen de este dicho, pero todas lo sitúan en los tiempos de la guerra de Granada. Según, José María Iribarren en El porqué de los dichos (1996), proviene de la frase "Salga el sol por Antequera y póngase por donde quiera", que habría sido exclamada en el campamento de los Reyes Católicos en las proximidades de Granada. Dado que Antequera está situada a poniente de esta ciudad, tendría un carácter irónico.
El Diccionario del español actual, de Manuel Seco, Olimpia Andrés y Gabino Ramos, indica que el dicho significa que no importan las consecuencias y explica su origen en una leyenda según la cual, estando el infante Fernando, aspirante en aquel momento al trono de Aragón y regente de Castilla, y que resultaría conquistador de la ciudad, indeciso en relación con el próximo lugar que tenía que atacar, se le apareció una joven con unos leones que le dijo: “Salga el Sol por Antequera y que sea lo que Dios quiera”.
Otra hipótesis apunta a que el origen de la frase no se halla en los reyes cristianos, sino en la corte granadina, concretamente en un discurso de El Zagal, quien, sabiendo que la guerra estaba perdida, pidió coraje a sus soldados y que lucharan a la desesperada. 
Hay otra hipótesis con suficiente entidad como para considerarla al determinar el posible origen del dicho y que enlaza con la acertada interpretación o significado del dicho que se expresa al inicio de este artículo y que repito literalmente: ["Salga el sol por Antequera es un dicho que se utiliza para expresar incertidumbre ante el resultado de alguna acción, pero determinación para llevarla a cabo a pesar de ello"]... Es muy posible que el dicho fuese acuñado en la vecina ciudad de Archidona, ya que es donde más veces se utiliza por toda la población y desde tiempos inmemoriales, ya que desde Archidona el Sol se pone por Antequera y cuando un archidonés o archidonesa decide hacer algo arriesgado o no le queda más remedio que hacer algo que entraña peligro o dificultad suele decir: "voy a hacerlo, aunque salga el Sol por Antequera" o "voy a hacerlo y que salga el Sol por Antequera", que equivaldría a que decir que lo hará o lo tiene que hacer aunque la Tierra entera se vuelva del revés.  